# Општина Лиману
Лиману (рум. Limanu) општина је у Румунији у округу Констанца.  Седиште општине је село Лиману.
Oпштина се налази на надморској висини од 37 m.

## Становништво и насеља
Општина Лиману је на попису 2011. године имала 6.270 становника, за 1.523 (32,08%) више од претходног пописа 2002. године када је било 4.747 становника. Већину становништва чине Румуни.
| Етнички састав према попису из 2011.‍ | Етнички састав према попису из 2011.‍ | Етнички састав према попису из 2011.‍ | Етнички састав према попису из 2011.‍ | Етнички састав према попису из 2011.‍ |
| ------------------------------------ | ------------------------------------ | ------------------------------------ | ------------------------------------ | ------------------------------------ |
|                                      |                                      |                                      |                                      |                                      |
| Румуни                               | Румуни                               |                                      | 5.337                                | 85,12%                               |
| Татари                               | Татари                               |                                      | 179                                  | 2,85%                                |
| Руси-Липовани                        | Руси-Липовани                        |                                      | 178                                  | 2,84%                                |
| Роми                                 | Роми                                 |                                      | 84                                   | 1,34%                                |
| Мађари                               | Мађари                               |                                      | 8                                    | 0,13%                                |
| Турци                                | Турци                                |                                      | 6                                    | 0,10%                                |
| Остали                               | Остали                               |                                      | 13                                   | 0,21%                                |
| Непознато                            | Непознато                            |                                      | 465                                  | 7,42%                                |

### Насеља
Општина се састоји из 4 насеља.
| Насеље         | Изворни назив | Бр. ст. (2002) | Бр. ст. (2011) |
| -------------- | ------------- | -------------- | -------------- |
| Вама Веке      |               | 178            | 282            |
| Дој Мај        |               | 2.248          | 2.848          |
| Лиману         |               | 2.170          | 2.990          |
| Хађени         |               | 151            | 150            |
| Општина Лиману |               | 4.747          | 6.270          |